# شركة تسويق النفط (سومو)
شركة تسويق النفط العراقية (بالإنجليزية: State Oil Marketing Organization "SOMO")‏ هي المؤسسة المسؤولة عن تسويق النفط في العراق. وهي الجهة الرسمية الوحيدة المخولة بموجب القوانين العراقية السارية بابرام عقود تصدير النفط الخام وكذلك عقود تصدير واستيراد المشتقات النفطية.
ينصب عمل الشركة في تسويق النفوط الخام العراقية وهما نفط البصرة الخفيف ونفط خام كركوك عبر منافذ التصدير في ميناء البصرة النفطي وميناء خور العمية وميناء جيهان التركي. كما تعمل شركة تسويق النفط على تصدير منتوج زيت الوقود وبعض المنتجات الخاصة الفائضة عن حاجة الاستهلاك المحلي وتوفير كل من منتوج الكازولين والكازويل (زيت الغاز) والكيروسين (النفط الابيض) والغاز السائل وفقاً لحاجة السوق المحلية.

## نبذه تاريخية
كانت بداية تسويق النفط العراقي تجربة تسويق شحنة صغيرة من نفط الريع وهو ما كان من حق الحكومة استلامه من الشركات الأمتيازية عيناً كجزء من حصتها من الإنتاج. وتم التعاقد على الشحنة بصفقة مقايضة مقابل ادوية مع شركة يونانية وذلك لعدم امكانية بيع الشحنة بالسعر الرسمي المعلن وهو ما كان يدفع للحكومة من قبل الشركات الاجنبية عند قيامها بتسويقه.
تولى قسم التسويق الذي استحدث في الدائرة الاقتصادية في شركة النفط الوطنية التعاقد واصدار الوثائق من ميناء طرابلس في لبنان وكان الهدف من العملية تدريب الكوادر العراقية استعداداً لتسويق نفط الاستثمار المباشر في نيسان عام 1972 من ميناء الفاو الذي اعيد تأهيله لذلك.
بعد قرار التأميم في 1 حزيران عام 1972 استحدثت المديرية العامة لتسويق النفط لتتولى كل ما يتعلق بتسويق النفط الخام والمنتجات النفطية وكنتيجة لاعادة هيكلة القطاع النفطي تم ولفترة قصيرة ربط شركة ناقلات النفط مع تسويق النفط ولتفادي التضارب بين الفعاليتين تم فصلهما.
كان ارتباط المديرية العامة لتسويق النفط عند استحداثها برئاسة شركة النفط الوطنية ومجلس ادارتها ولكن بسبب طبيعة العمل التسويقية وضرورة سرعة اتخاذ القرار وعلى الاخص بعد التأميم مباشرة تم ربط المديرية العامة لتسويق النفط بسكرتارية لجنة المتابعة لشؤون النفط وتنفيذ الاتفاقيات وخول المدير العام الصلاحيات التنفيذية اللازمة وبعدها أصبحت تعرف بالمؤسسة العامة لتسويق النفط (STATE OIL MARKETING ORGANIZATION (SOMO. وبعد الغاء لجنة المتابعة لشؤون النفط وتنفيذ الاتفاقيات، اعيد تشكيل الهيئة المشرفة على تسويق النفط لتصبح برئاسة وزير النفط وعضوية ممثلين عن ديوان رئاسة الجمهورية والبنك المركزي العراقي بالإضافة إلى المدير التنفيذي للمؤسسة.
وفي عام 1998 تغير اسمها إلى شركة تسويق النفط (شركة عامة) وسجلت لدى مسجل الشركات في وزارة التجارة لينصب عملها الأساسي على تسويق النفط الخام العراقي وتسويق المنتوجات النفطية الفائضة عن حاجة الاستهلاك المحلي، الا ان الحاجة المحلية لبعض المنتوجات النفطية التي ظهرت بعد احداث عام 2003 ادت إلى ان يوكل إلى شركة تسويق النفط مهام استيراد المنتوجات النفطية لتصبح مسؤولة عن تسويق النفط الخام وبعض المنتوجات النفطية واستيراد المنتوجات التي يحتاجها المستهلك العراقي.

## وصلات خارجية
- http://www.somooil.gov.iq